# Leones por corderos
Leones por corderos (título original: Lions for Lambs) es una película estadounidense de 2007 dirigida por Robert Redford. Se trata de un drama muy crítico que se sitúa en la sociedad norteamericana contemporánea para denunciar no solo los problemas actuales sino también los estructurales. Está protagonizada por Meryl Streep y Tom Cruise, que además de actor es productor ejecutivo del filme. Completan el reparto Michael Peña,  Derek Luke y el debutante Andrew Garfield.

## Argumento
"Leones por Corderos" cuenta la historia de varios individuos, en distintas situaciones personales vinculadas entre sí:
El senador y aspirante a la presidencia de Estados Unidos Jasper Irving (Tom Cruise) intenta tejer una de las últimas “estrategias exhaustivas” alrededor de Janine Roth (Meryl Streep), una periodista de una agencia de noticias que le ayudó en su carrera política. Ella está harta de que él la manipule, pero va a recibir una noticia bélica de gran alcance. Lejos de allí, en Berkeley, el catedrático idealista, Stephen Malley (Robert Redford), intenta convencer a uno de sus alumnos más prometedores, Todd Hayes (Andrew Garfield), de la necesidad de cambiar el curso de su vida. Aún más lejos, en plena Guerra de Afganistán, los soldados Ernest Rodríguez (Michael Peña) y Arian Finch (Derek Luke), exalumnos de Malley y cuya necesidad de vivir una vida con cierto sentido les llevó a enrolarse en el ejército estadounidense y en la guerra de Afganistán, se encuentran heridos en territorio enemigo y luchan por sobrevivir en una misión secreta.

## Personajes
- Robert Redford como el Profesor Stephen Malley.
- Meryl Streep como Janine Roth.
- Tom Cruise como el senador Jasper Irving.
- Andrew Garfield como Todd Hayes.
- Michael Peña como Ernest Rodríguez.
- Derek Luke como Arian Finch.
- Peter Berg como el teniente coronel Falco.
- Kevin Dunn como el editor de ANX.

## Contexto
Robert Redford, que ha analizado diferentes aspectos de la cultura americana en sus películas Gente corriente (por la que recibió un Oscar), Quiz Show: El dilema o The Horse Whisperer, aborda polémicas como la guerra, la manipulación de los medios o la pasividad de los jóvenes ante los problemas. De hecho, el guionista Matthew Carnahan escribió el guion al darse cuenta de que cambiaba de canal cuando salían noticias sobre Irak. Todo ello se muestra a través de tres escenarios paralelos en los que la acción transcurre en tiempo real con los sentimientos a flor de piel.
El título de este drama fue inspirado por una escena en la película durante la cual el profesor universitario, Dr. Stephen Malley, ataca la apatía del público norteamericano hacia los eventos mundiales y, de manera específica, la guerra contra el terrorismo. El Dr. Malley argumenta El problema no es con la gente que inició esto. El problema es de todos nosotros que no hacemos nada. Para ilustrar su punto, el Dr.Malley dice que durante la Primera Guerra Mundial, miles de soldados británicos murieron en un inútil ataque en contra de soldados alemanes que se hallaban bien atrincherados. Los soldados alemanes llegaron a admirar tanto a sus contrapartes que escribieron poemas e historias alabando su heroísmo. También criticaron la arrogante incompetencia de los oficiales del ejército británico quienes, desde la seguridad de la retaguardia, tomaban el té mientras los jóvenes eran sacrificados de manera inútil. En una de tales composiciones se incluye la observación «En ningún lugar he visto a tales leones conducidos por tales corderos».
Aunque el origen de esta cita se ha perdido en la historia (Ich habe noch nie solche Löwen gesehen, die von solchen Lämmern angeführt werden), la mayor parte de los expertos están de acuerdo que fue escrita durante la Batalla del Somme, uno de los encuentros más sangrientos en la historia de la guerra moderna. Mientras que algunos historiadores militares acreditan como autor a un infante anónimo, otros arguyen que la fuente no es otro que el General Max von Gallwitz, el Comandante Supremo de las Fuerzas Alemanas. En cualquier caso, es aceptada generalmente como una derivación de la proclamación de Alejandro Magno Nunca le he temido a un ejército de leones que sea conducido por un cordero. Mas le temo a un ejército de corderos conducido por un león.

## Reparto y doblaje
| Personaje             | Actor Original (EUA) | Doblaje (Hispanoamérica) | Doblaje (España)    |
| --------------------- | -------------------- | ------------------------ | ------------------- |
| Senador Jasper Irving | Tom Cruise           | Arturo Mercado Jr        | Jordi Brau          |
| Janine Roth           | Meryl Streep         | Magda Giner              | Rosa Guiñón         |
| Stephen Malley        | Robert Redford       | Arturo Mercado Chacón    | Manolo García       |
| Todd Hayes            | Andrew Garfield      | Javier Olguín            | Jonatán López       |
| Ernest Rodriguez      | Michael Peña         | Víctor Ugarte            | Jose Javier Serrano |
| Arian Finch           | Derek Luke           | Óscar Flores             | Claudio Domingo     |